# Szépművészeti Kiállítások Helyisége
Szépművészeti Kiállítások Helyisége (Fränkel Szalon) (Budapest, Mária Valéria utca; működése: 1931-1945)

## Története

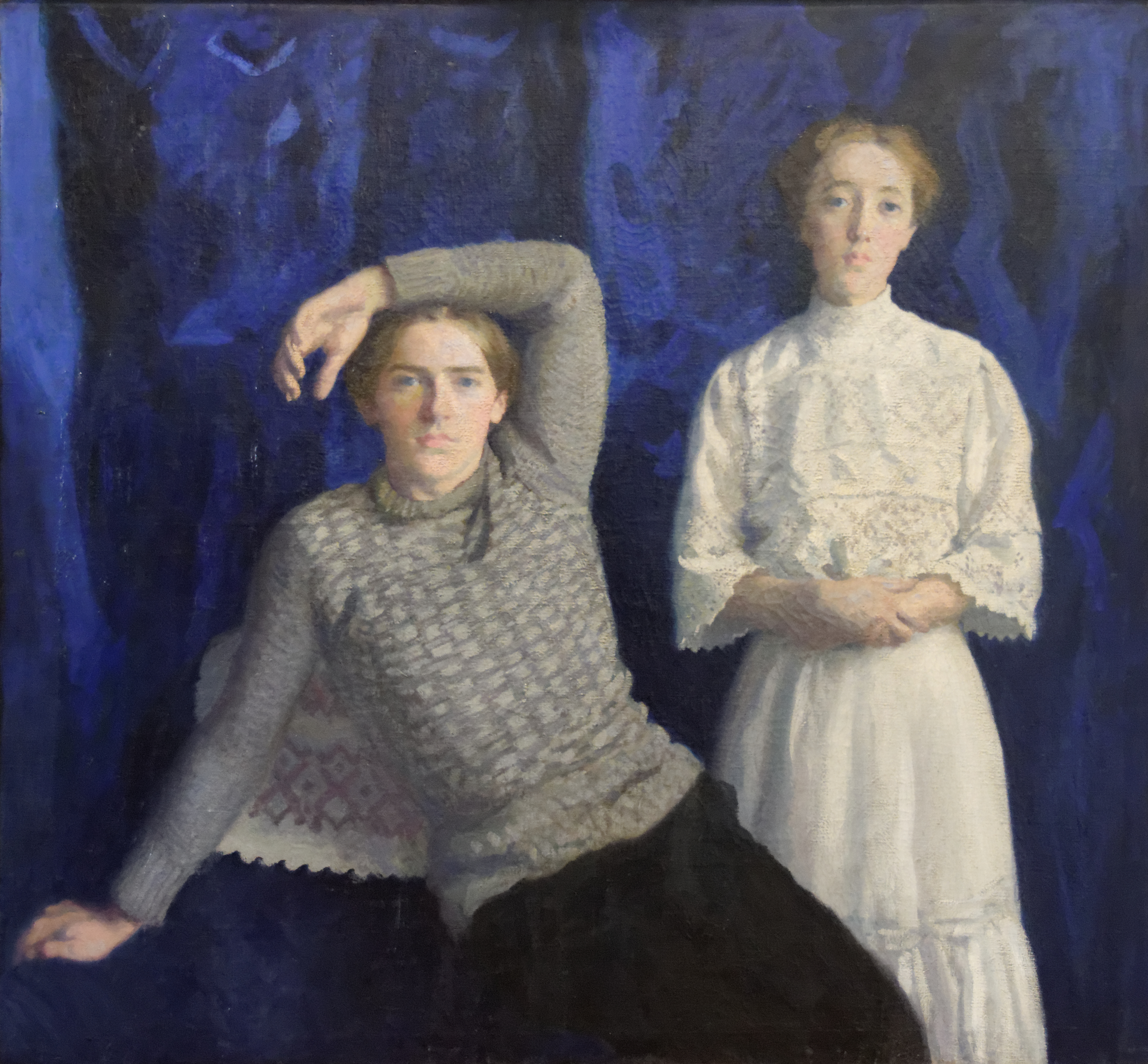
Ferenczy Noémi öccsével, Bénivel (Ferenczy Károly festménye, 1908)

1931-ben nyílt meg a Mária Valéria utcában Fränkel József vezetésével. Kiállításokat rendezett kortárs magyar képzőművészek alkotásaiból. Kiállítottak ebben a galériában a KUT, az UME képzőművészei, a nagybányaiak (Ferenczy Valér, Ferenczy Noémi) és művészcsoportokhoz közvetlenül nem tartozó művészek.